# Johannes Hauck
Johannes Hauck (* 4. September 1967) ist ein ehemaliger deutscher Fußballspieler.

## Karriere
Hauck spielte über Jahre beim FC 08 Homburg. Der Höhepunkt seiner Karriere war ein Kurzeinsatz in der Bundesliga. In der Saison 1986/87 spielte er am 27. Spieltag bei der 0:2-Heimniederlage gegen Borussia Mönchengladbach. Er wurde in der 86. Spielminute von Trainer Udo Klug für Wolfgang Schäfer eingewechselt.